# Авакянц Сергій Йосипович
Авакянц Сергій Йосипович (нар. 6 квітня 1958, Єреван, Вірменська РСР) — військовий діяч, командувач Тихоокеанським флотом (з жовтня 2010, т.в.о.), адмірал (з 13 грудня 2014 року).

## Освіта
Закінчив Чорноморське вище військово-морське училище імені П. С. Нахімова (1975—1980), Військово-морську академію імені Адмірала Флоту Радянського Союзу М. Г. Кузнєцова (1989—1991), Військову академію Генерального штабу Збройних Сил Російської Федерації(2005—2007).

## Служба
Проходив службу у Північному флоті командиром групи управління зенітно-ракетного дивізіону ракетно-артилерійської бойової частини протичовнового корабля «Адмірал Юмашев» та інших.
3 травня 2012 року призначений командувачем Тихоокеанським флотом.